# Ament
Pour les articles homonymes, voir Ament (homonymie).
Ament est une forme de la déesse égyptienne Mout. Elle est représentée portant le Pschent (la double couronne porté par les pharaons d'Égypte).